# Shavon Revel
Shavon Revel Jr. (Winston-Salem, 8 aprile 2001) è un giocatore di football americano statunitense che milita nel ruolo di cornerback per i Dallas Cowboys della National Football League (NFL).

## Carriera universitaria
Revel si iscrisse al Louisburg College nel 2020 per giocare nel college football per gli Hurricanes. A causa della pandemia di COVID-19 non disputò alcuna partita nella prima stagione, mentre nella successiva ebbe sei presenze. Nel dicembre 2021 si trasferì alla East Carolina University per giocare con i Pirates. Nel 2023 fu inserito nella seconda formazione ideale della American Athletic Conference. Contro Appalachian State nel 2024 ritornò un intercetto per 50 yard in touchdown. Pochi giorni dopo subì la rottura del legamento crociato anteriore, chiudendo la sua stagione. Nel novembre 2024 annunciò la sua intenzione di passare tra i professionisti.

## Carriera professionistica

### Dallas Cowboys
Revel fu scelto nel corso del terzo giro (76º assoluto) del Draft NFL 2025 dai Dallas Cowboys.